# 國家社會科學基金

国家社会科学基金徽标

國家社會科學基金（英語：National Social Science Fund of China，缩写），簡稱國家社科基金，是1991年中華人民共和國國務院推出的資助高等院校和科研院所的社會科學研究人員研究課題所需經費的基金，由全国哲学社会科学工作办公室負責管理。國家社會科學基金資助的課題分為重點項目、一般項目、青年項目、专项工程、后期资助项目、西部项目、中华学术外译项目等。国家社科基金设有马克思主义•科学社会主义、党史•党建、哲学、理论经济、应用经济、政治学、社会学、法学、国际问题研究等23个学科规划评审小组。《光明日报》和《中国社会科学报》分别设有国家社科基金专刊。

## 学科评审组
全国哲学社会科学工作领导小组下设23个学科评审组，并代行国家社会科学基金学科评审组职责，其成员由全国哲学社会科学工作领导小组聘任，聘期一般为五年，在五年内可以根据需要对部分成员作适当调整。
这些评审组分别是：
- 马克思主义•科学社会主义
- 党史•党建
- 哲学
- 理论经济
- 应用经济
- 管理学
- 统计学
- 政治学
- 社会学
- 人口学
- 法学
- 国际问题研究
- 中国历史
- 世界历史
- 考古学
- 民族问题研究
- 宗教学
- 中国文学
- 外国文学
- 语言学
- 新闻学与传播学
- 图书馆·情报与文献学
- 体育学